# HD 46089
HD 46089 è una stella bianca nella sequenza principale di magnitudine 5,22 situata nella costellazione dell'Unicorno. Dista 211 anni luce dal sistema solare.

## Osservazione

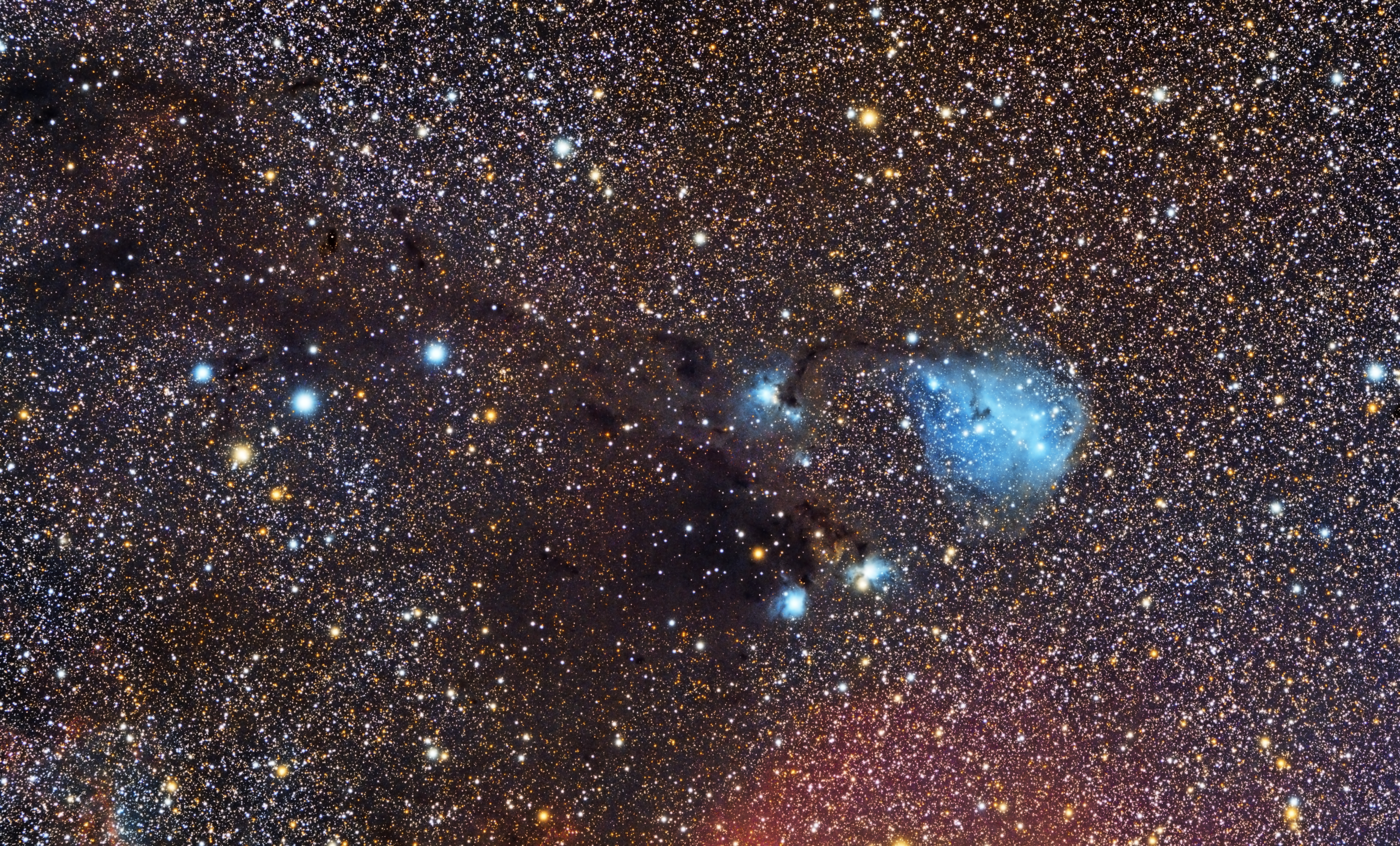
Tra le quattro stelle più brillanti visibili sulla sinistra del complesso nebuloso molecolare di Monoceros R1, HD 46089 è la più brillante del gruppo (la terza da sinistra).

Si tratta di una stella situata nell'emisfero celeste boreale; grazie alla sua posizione non fortemente boreale, può essere osservata dalla gran parte delle regioni della Terra, sebbene gli osservatori dell'emisfero nord siano più avvantaggiati. Nei pressi del circolo polare artico appare circumpolare, mentre resta sempre invisibile solo in prossimità dell'Antartide. La sua magnitudine pari a 5,2 fa sì che possa essere scorta solo con un cielo sufficientemente libero dagli effetti dell'inquinamento luminoso.
Il periodo migliore per la sua osservazione nel cielo serale ricade nei mesi compresi fra dicembre e maggio; da entrambi gli emisferi il periodo di visibilità rimane indicativamente lo stesso, grazie alla posizione della stella non lontana dall'equatore celeste.

## Caratteristiche fisiche
La stella è una bianca nella sequenza principale; possiede una magnitudine assoluta di 1,16 e la sua velocità radiale positiva indica che la stella si sta allontanando dal sistema solare.